# Hodaie, Cluj
Hodaie este un sat în comuna Cătina din județul Cluj, Transilvania, România.

## Galerie de imagini

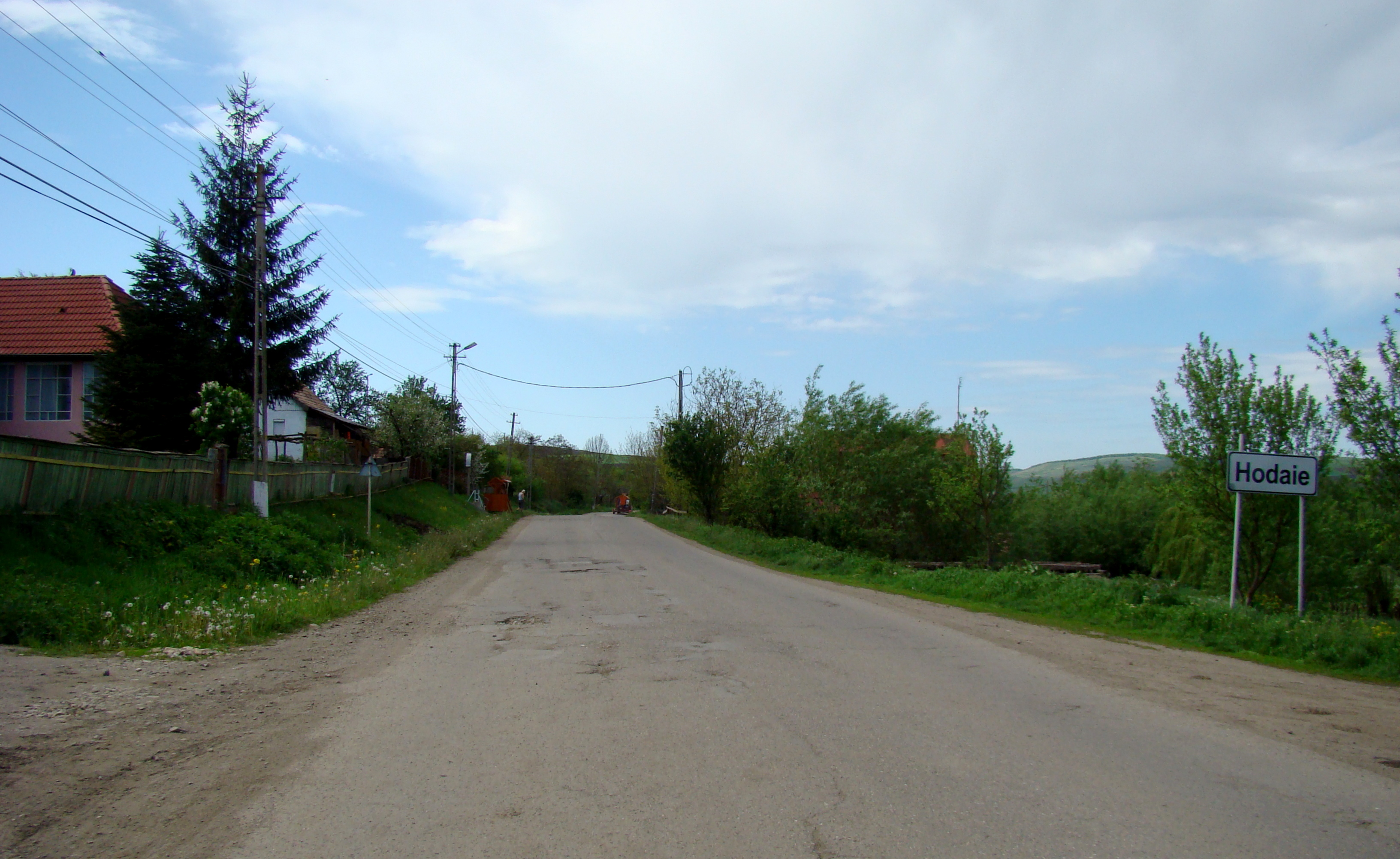
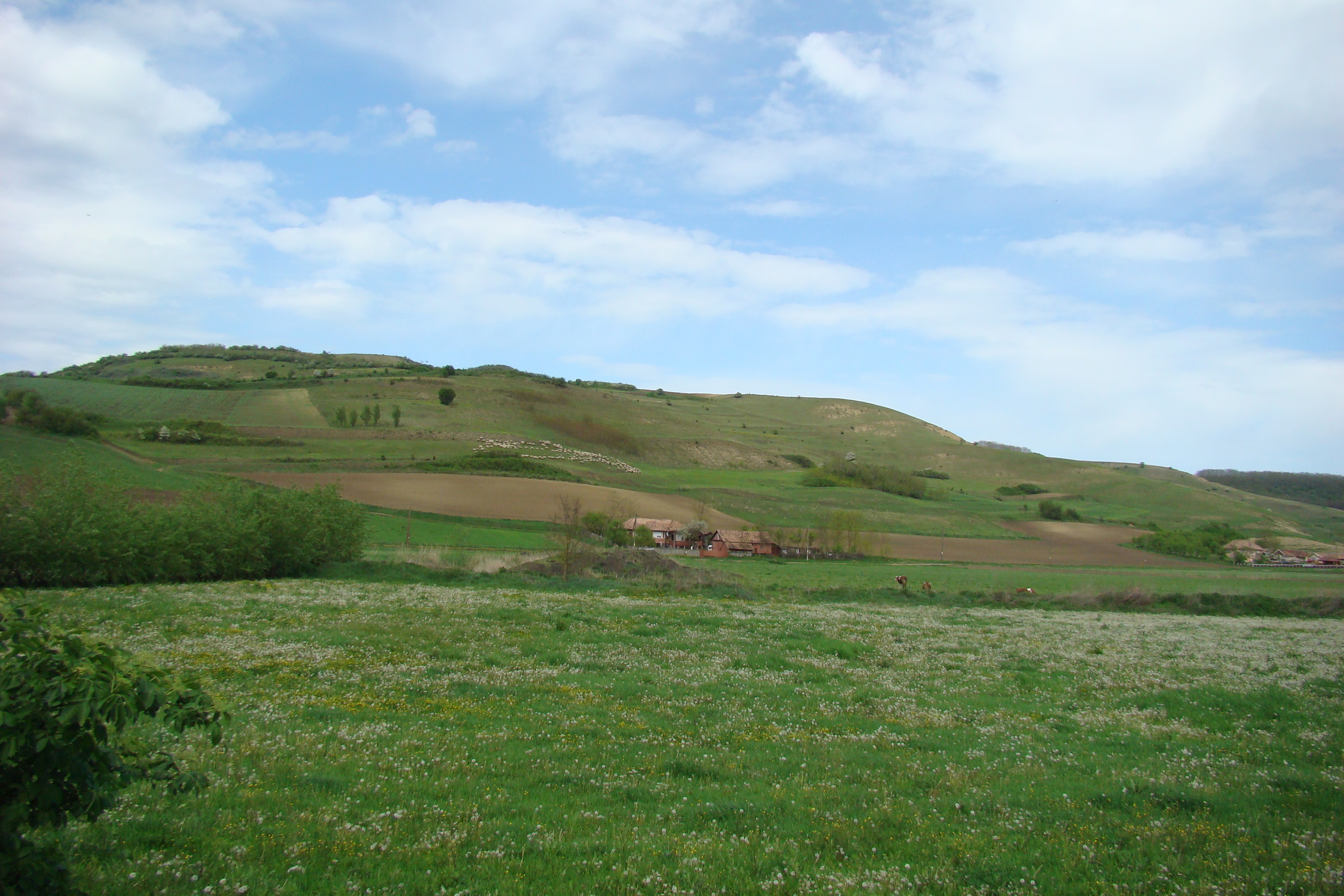
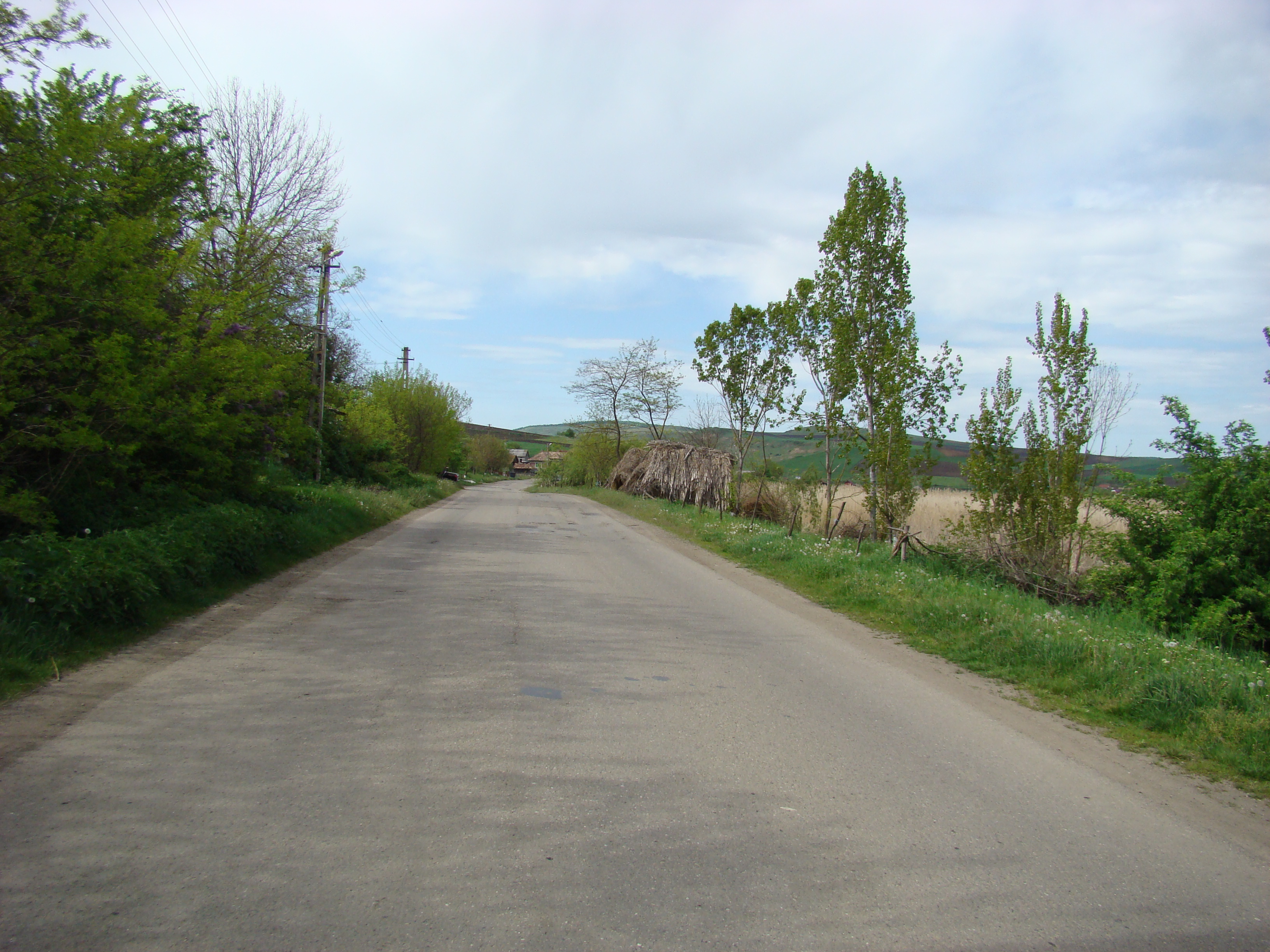
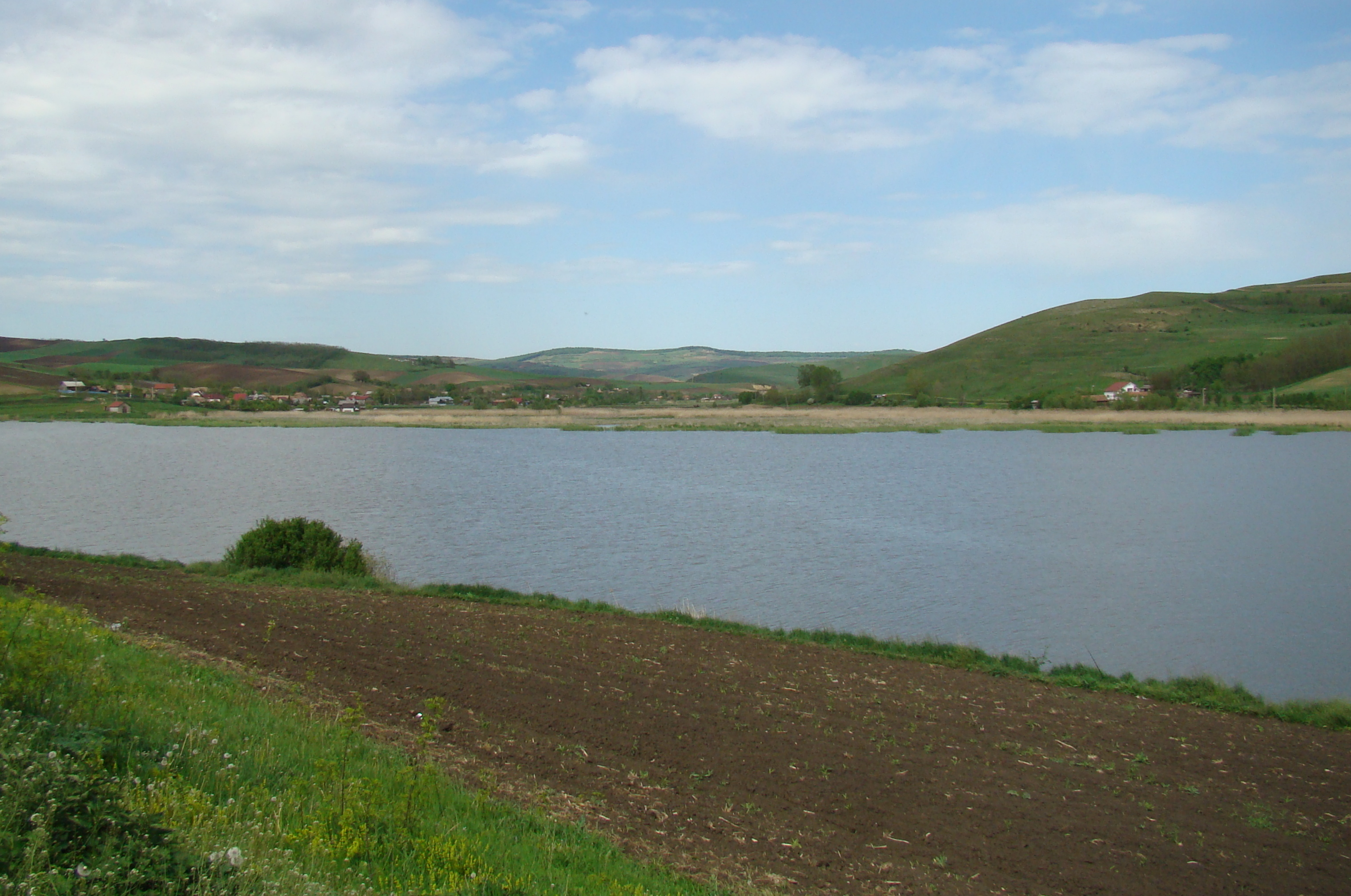
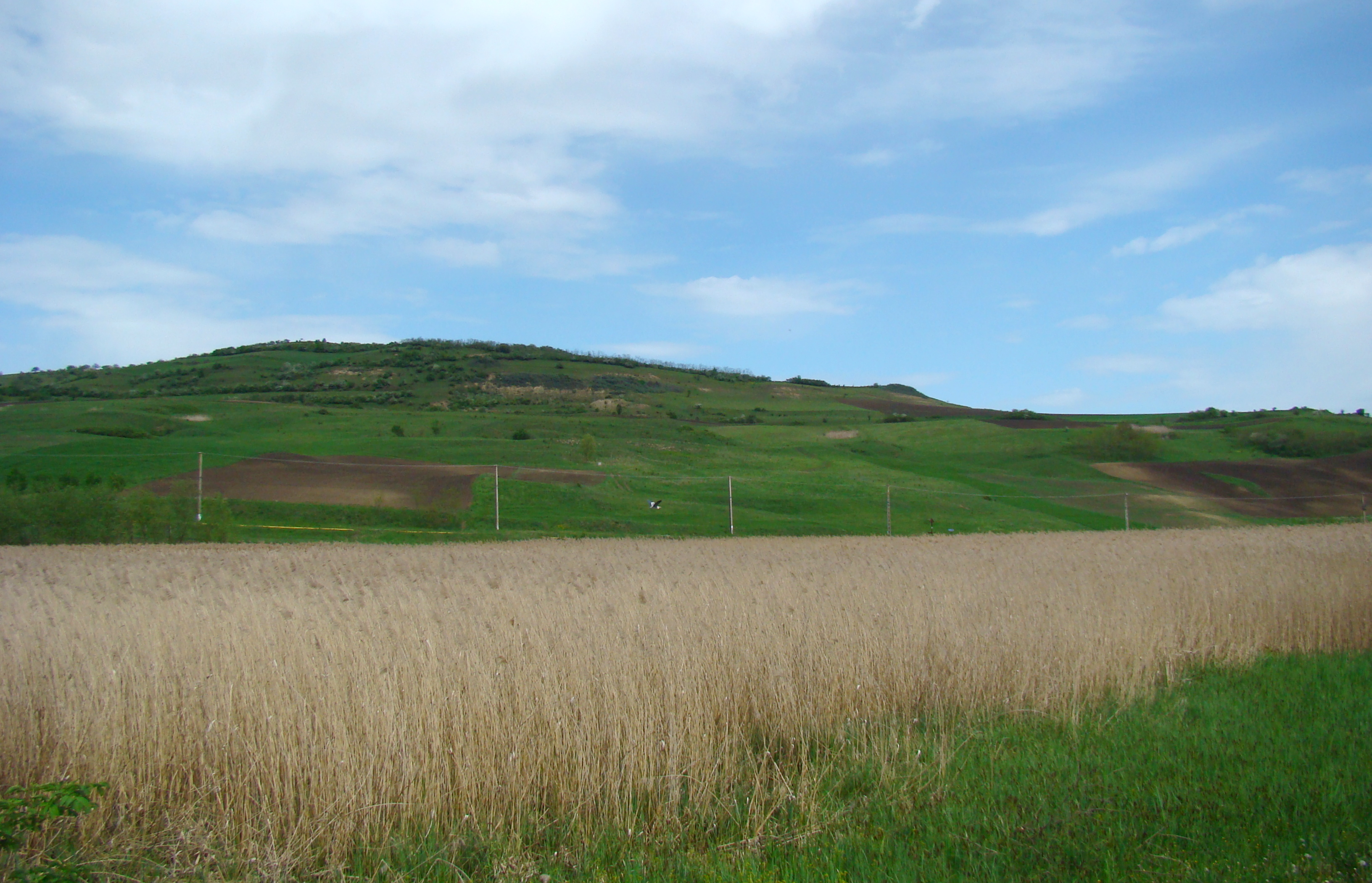
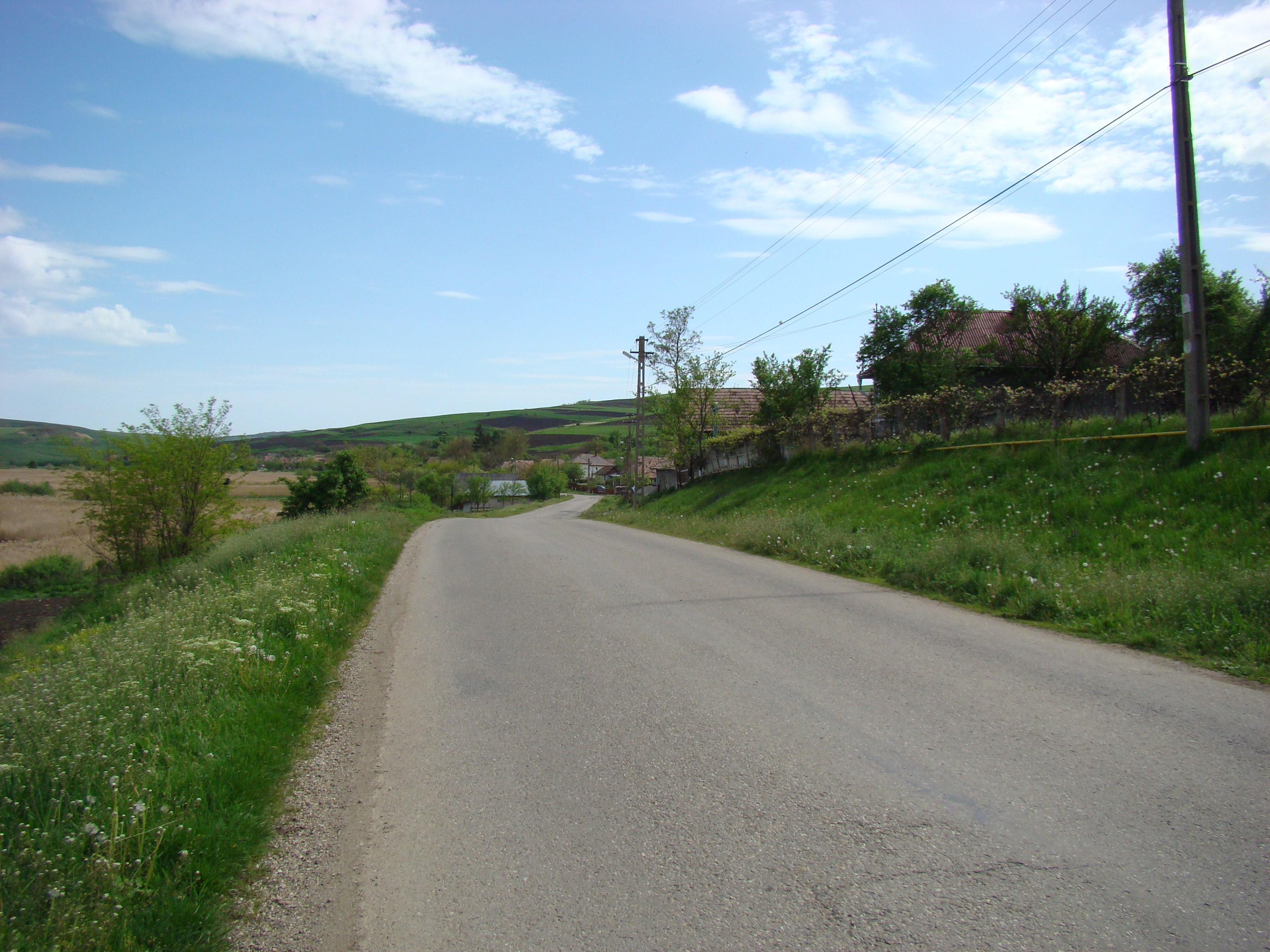